# Ur marionetternas liv
Ur marionetternas liv (originaltitel: Aus dem Leben der Marionetten) är en västtysk-svensk film från 1980, som regisserades av Ingmar Bergman under hans tid i landsflykt i Västtyskland. Filmen, som pendlar mellan svartvitt och färg, producerades ursprungligen för tysk television.

## Handling
Peter Egermann (samma rollfigur som i Scener ur ett äktenskap) dödar den unga prostituerade Katarina Krafft, kallad "Ka" (själva mordet visas aldrig i filmen) och förgriper sig på hennes döda kropp. I tillbakablickar och förhörsprotokoll med anhöriga rullas historien upp: Peter har en framgångsrik karriär och är gift med en likaså framgångsrik kvinna som bär samma förnamn som mordoffret (Katarina Egermann, även hon en karaktär i Scener ur ett äktenskap). Det utåt sett lyckliga äktenskapet präglas av en djup hatkärlek. Peter erkänner inför sin psykiatriker att han har mordplaner som involverar hustrun. En gemensam vän till paret sätter Peter i kontakt med den prostituerade Ka, som han plötsligt och oförmodat dödar vid deras första möte. Psykiatrikern tolkar dådet som ett våldsamt utbrott av undertryckta impulser.

## Bakgrund
Ur marionetternas liv spelades in mellan oktober och december 1979 i Bavaria Films studior i München. Den var primärt tänkt som en TV-film. Filmen börjar och slutar i färg och växlar under mittenpartiet till svartvitt. Enligt en intervju med Bergman hade TV-bolaget ZDF insisterat på att öppningsscenen skulle vara i färg, eftersom tittarna annars skulle kunna tro att det var något fel på deras apparater.
TV-filmen sändes för första gången den 3 november 1980 i ZDF. Världspremiären ägde emellertid rum redan den 13 juli samma år på en filmfestival i Oxford i England.. Efter TV-sändningen började filmen visas på bio.
Bergman kommenterade i Bilder, 1990, att han ett årtionde senare fann filmen välgjord och koncentrerad och i stort sett utan longörer och svaga avsnitt (med undantag för ett brev där Peter vänder sig till hustrun och försöker analysera sig själv och sitt brott, en scen som Bergman beskrev som orealistisk och ur fas med hur Peter beskrivs i övrigt). Han påpekade också att de förklaringar som ges i filmen avsiktligt är ofullständiga, vaga eller vilseledande för publiken: ingen av personerna kring Peter - och inte heller han själv i brevet - lyckas verkligen tränga igenom hans inre konflikter och förstå vad som hände.

## Skådespelare
- Robert Atzorn – Peter Egermann
- Heinz Bennent – Arthur Brenner
- Martin Benrath – Mogens Jensen
- Toni Berger – Vakten
- Christine Buchegger – Katarina Egermann
- Gaby Dohm – Sekreterare
- Erwin Faber
- Lola Müthel – Cordelia Egermann
- Ruth Olafs – Sjuksköterska
- Karl-Heinz Pelser – Förhörsledare
- Rita Russek – Ka(tarina Krafft)
- Walter Schmidinger – Tim
- Michel Wagner - Bartendern

## Fotnoter
1. 1 2  Hauke Lange-Fuchs: Ingmar Bergman Seine Filme – sein Leben, Heyne, München 1988, ISBN 3-453-02622-5, S. 306–307.
2. ↑  Birgitta Steene: Ingmar Bergman: A Reference Guide, Amsterdam University Press 2006, S. 323 ff.